# Stocklarn
Stocklarn – wieś w gminie Welver w powiecie Soest, w kraju związkowym Nadrenia Północna-Westfalia, w rejencji Arnsberg.

## Demografia
Według spisu ludności z końca 2024 roku, w Stocklarn mieszkało 171 mieszkańców, z czego 87 to mężczyźni, a 84 kobiety.

## Geografia

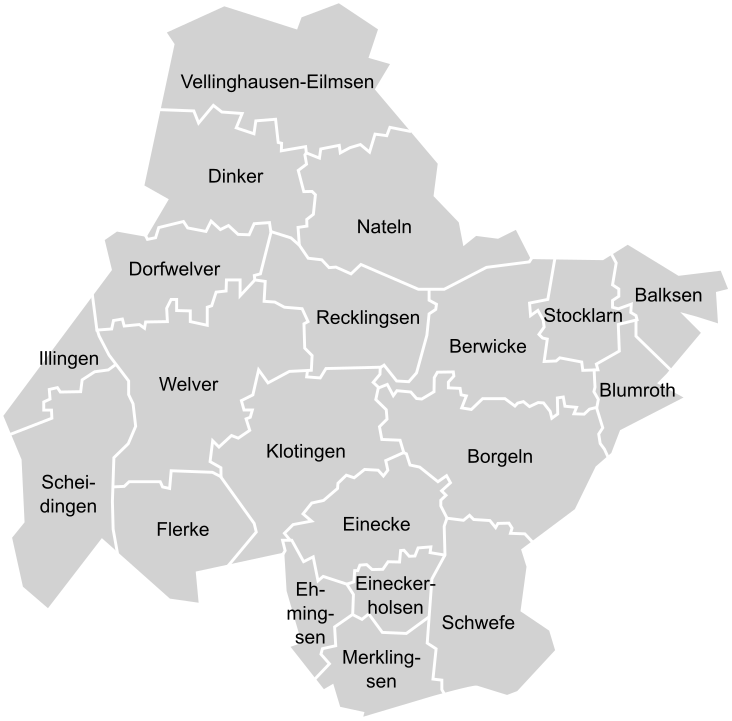
Dzielnice gminy Welver

Stocklarn mierzy powierzchnię 2,32 km².
Dzielnica leży we wschodniej części gminy i graniczy z trzema innymi dzielnicami: Balksen, Blumroth i Berwicke.

## Historia
Pierwsza wzmianka o Stocklarn pochodzi z 1289 roku. Wówczas wieś nazywała się Stocholen.
Do 1583 roku wieś należała do władz wsi Oestinghausen i była ostatnią wsią z tamtego regionu (niem. Niederbörde/Soester Börde), która stała się wsią protestancką.

### Reorganizacja gmin
W ramach reorganizacji gmin 1 lipca 1969 roku Stocklarn wraz z 20 innymi miejscowościami stało się częścią nowej gminy Welver.

## Polityka
Burmistrzem Stocklarn jest Friedrich Bußmann.